# M/S Kaaparen
M/S Kaaparen var ett svenskbyggt lastfartyg som torpederades under andra världskriget.

## Historik
Ursprungligen byggdes fartyget vid Götaverken och sjösattes den 24 mars 1930 under namnet Larviksfjord. Den 8 maj gick Larviksfjord på provtur och sattes in i fart på Norge - Amerika. Den 26 september 1931 utbröt eld i motorrummet på Larviksfjord och den spred sig med stor hastighet, varför besättningen på 33 man hals över huvud fick sätta sig i säkerhet i livbåtarna. Besättningen bärgades av den finska ångaren Castor. Vakten i Larviksfjords motorrum, tre man, blev svårt brända och tredjemaskinisten Olav Frydenberg avled senare på sjukhus i Stockholm. Bärgningsfartyget Helios fick därefter ta fartyget på släp och hon bogserades mot Stockholms skärgård där man satte henne på grund. Ända in i december månad, tre månader efter eldens utbrott, brann det fortfarande ombord. Förlusten värderades till cirka 2 miljoner kronor. På våren 1932 sattes bärgningsarbetet igång då det visade sig att fartyget klarat sig förvånansvärt bra. Neptunbolaget köpte fartyget och lasten. Midsommardagen 1932 flottogs fartyget. Den besvärliga lossningen av delvis bränd pappersmassa tog ca tre månader. 
Under tiden köptes vraket av Götaverken och bogserades efter lossningen av lasten till Göteborg. Efter renovering och ombyggnation såldes fartyget till Rederi Transatlantic i Göteborg och döptes till Kaaparen. Hon sattes i trafik på Sydafrika under befäl av O. Huldtgren. I denna trafik förde fartyget oftast laster av frukt. Kaaparen förde således 1933 till Sverige den första direkta fruktlasten från Sydafrika, vilken dessutom var den största fruktlast som gått till Sverige. Den svenske författaren Albert Engström gjorde 1936 en två månader lång rekreationsresa med Kaaparen. "Den trevligaste resa jag någonsin gjort" påstod Albert Engström och skrev sedan en bok om detta. 1940 gick Kaaparen under utanför Skagerackspärren och fick avsluta sitt dubbelliv för gott. Fartygets siste befälhavare var kapten S. Brusewitz.

## Kollisionen
Under konvojskydd var Kaaparen på väg från Halifax Nova Scotia till England över Atlanten. Strax efter avgången den 14 juni 1942 kolliderade ett av konvojens fartyg med Kaaparen som vid sammanstötningen fick så svåra skador att fartyget sjönk, ca 3 nautiska mil utanför Halifax fyrskepp. Hela besättningen på 36 man räddades och fördes tillbaka till Halifax Harbour.